# Beglaubigt.de
Beglaubigt.de gilt als Europas erster digitaler Notar und konzentriert sich dabei vor allem auf den deutschen Markt. Der Service soll Privatpersonen und Unternehmen bei der Unternehmensgründung, der Beschaffung beglaubigter Kopien oder notariell beglaubigter Versionen verschiedener Dokumente unterstützen, die häufig für rechtliche, administrative oder behördliche Zwecke benötigt werden.

## Über
Beglaubigt.de wurde 2023 von Alexander Sporenberg und Felix Gerlach gegründet. Ziel des Unternehmens ist es, den traditionell analogen und fragmentierten Notariats- und Beglaubigungsprozess in Europa zu digitalisieren.

## Dienstleistungen
Beglaubigt.de bietet:
- Digitale Beglaubigung von Rechtsdokumenten.
- Beglaubigte Übersetzungen: Beglaubigt.de ermöglicht es Nutzern, online beglaubigte Übersetzungen anzufordern, die von vereidigten (staatlich anerkannten) Übersetzern angefertigt werden, mit der Option einer notariellen Beglaubigung, falls erforderlich.
- Unterstützung bei der Unternehmensgründung, einschließlich Partnerschaften mit Fintech-Unternehmen wie Qonto, um die Einrichtung von Geschäftskonten zu erleichtern.
- Beglaubigte Dokumentenauthentifizierung, die den persönlichen Besuch beim Notar durch einen Online-Prozess ersetzt.

## Partnerschaften
Zu den Partnern des Unternehmens zählen unter anderem:
Qonto: Eine europäische Neobank, die die Dienste von Beglaubigt.de für Unternehmensgründung und -verifizierung integriert.
Holvi: Bietet einen Express-Service für Unternehmensgründungen.
Integral: Eine digitale Steuerberatungsfirma, die Gründer während des Unternehmensgründungsprozesses unterstützt.

## Anerkennung
Von Business Insider als eines der besten deutschen Startups im Y Combinator-Jahrgang 2024 vorgestellt.
Von Munich Startup und Deutsche Startups für seinen innovativen Ansatz im Bereich Legal Tech vorgestellt.